# 松本春野
松本 春野（まつもと はるの、1984年 - ）は、日本の絵本作家。日本の画家で絵本作家のいわさきちひろは父方の祖母にあたり、母方の曽祖父として松浦嘉一、母方の祖母の祖父母が巌本善治、若松賤子がいる。

## 作風と特徴
松本春野の作品は、温かみのある柔らかなタッチと繊細な色使いが特徴的である。日常の何気ない瞬間や人々の感情を丁寧に描き出し、読者の心に深く響く作品を生み出している。特に子どもたちの心情や成長を描く作品が多く、教育関係者からも高い評価を得ている。

## 人物
1984年に生まれ、ちひろ美術館・東京で育ち、2006年に多摩美術大学油画科を卒業する。大学在学中にロンドンへ留学してヨーロッパ在住の絵本作家らを訪問する。以後は子どもの本や雑誌を中心に活動する。

## 出演

### TV
- 『モタさんの“言葉[リンク切れ]』絵（NHK）

### 書籍
バスが来ましたよ: 文：由美村嬉々 絵：松本春野 出版社：アリス館
トットちゃんの 15つぶの だいず: 作：柏葉幸子 絵：松本春野 出版社：講談社
ライフ: 作：くすのきしげのり 絵：松本春野 出版社：瑞雲舎
あかちゃんがきた！: 作：サトシン 絵：松本春野 出版社：アリス館
そらののはらのまんなかで: 詩：金子みすゞ 絵：松本春野 出版社：フレーベル館
もしも わたしが おはななら: 詩：金子みすゞ 絵：松本春野 出版社：フレーベル館
はなちゃんとぴかりんのピカピカだいさくせん！: 作：井田典子 絵：松本春野 出版社：婦人之友社
はるくんとるいちゃん はじめてのパンケーキ: 作：舘野鏡子 絵：松本春野 出版社：婦人之友社
ねずみのリンのフィギュアスケート: 作・絵：松本春野 出版社：文溪堂
ノノちゃんとママのおはなし: 文・絵：松本春野 出版社：清流出版
ふくしまからきた子: 作：松本猛、松本春野 絵：松本春野 出版社：岩崎書店
ふくしまからきた子 そつぎょう: 作：松本猛、松本春野 絵：松本春野 出版社：岩崎書店

### 受賞歴
松本春野の主な受賞歴は以下の通りである:
『バスが来ましたよ』(文:由美村嬉々、絵:松本春野、アリス館)
  MOE絵本屋さん大賞2022 10位
  第4回親子で読んでほしい絵本大賞 2位
  第7回未来屋えほん大賞 2位
『おばあさんのしんぶん』(文・絵:松本春野、原案:岩國哲人、講談社)
  けんぶち絵本の里大賞アルパカ賞 2016年
『Life 幸福小舖』(『Life ライフ』の中国語訳、台湾版)
  第39次「中小學生優良課外讀物」〈圖畫書組〉 2017年
  第72回「好書大家讀」優良少年兒童讀物〈圖畫書及幼兒讀物組〉 2017年

### 展示歴
松本春野の主な展示歴は以下の通りである:
けんぶち絵本の館 (2023年10月〜11月) - 松本春野原画展 Life ライフ
ちいさな駅美術館（有田川alec内）(2022年11月〜2023年2月) - 「バスが来ましたよ」松本春野原画
福井市橘曙覧記念文学館 (2020年9月〜11月) - 福井市橘曙覧記念文学館開館20周年記念特別展 松本春野『Lifeライフ』『モタさんの"言葉"原画展』
射水市大島絵本館 (2018年12月〜2019年1月) - 松本春野絵本原画展『Life ライフ』『ふくしまからきた子そつぎょう』

### 連載
- 『寅さんマガジン』山田洋次監督書き下ろし小説 - 挿絵（講談社）
- 『クーヨン』山上亮 子どもの仕草百考 - 挿絵（クレヨンハウス出版）
- 『パピルス』ともさかりえ - エッセイ挿絵（幻冬舎）
- 『みんなのねがい』こどものじかん - イラスト（全国障害者問題研究会）

### 広告
- 山田洋次監督作品『おとうと』 - 題字・映画ポスターイラスト（松竹株式会社）
- 山田洋次・阿部勉 共同監督作品映画『京都太秦物語』 - ポスターイラスト（松竹株式会社）